# Rezolucija Vijeća sigurnosti UN-a 983
Rezolucijom 983 Vijeća sigurnosti Ujedinjenih naroda, jednoglasno usvojenom 31. ožujka 1995., nakon podsjećanja na Rezoluciju 795 (1992.) o Republici Makedoniji (danas Sjeverna Makedonija), Vijeće je izrazilo zabrinutost zbog prijetnji stabilnosti zemlje i uspostavilo Snage Ujedinjenih naroda za preventivno raspoređivanje (UNPREDEP) preimenovanjem jedinica zaštitnih snaga Ujedinjenih naroda (UNPROFOR) u zemlji do 30. studenoga 1995.
Vijeće je odlučno u potrebi zaštite suvereniteta, teritorijalnog integriteta i neovisnosti Makedonije i pozdravilo je ulogu UNPROFOR-a u zemlji. Odlučeno je da se postrojba UNPROFOR-a u Makedoniji preimenuje u UNPREDEP i da njen mandat traje do 30. studenog 1995. Zatraženo je da se nastavi suradnja s Organizacijom za europsku sigurnost i suradnju, a države članice da pruže svu potrebnu pomoć.
Od glavnog tajnika zatraženo je da obavještava vijeće o razvoju događaja. Prethodno je Rezolucijom 981 osnovana operacija Ujedinjenih naroda za obnovu povjerenja (UNCRO) u Hrvatskoj.

## Vanjske poveznice
| Wikizvor | Engleski Wikizvor ima izvorni tekst na temu: United Nations Security Council Resolution 983 |

- Text of the Resolution at undocs.org
- United Nations Preventive Deployment Force website